# Майкл Грін (фізик)
Майкл Грін (англ. Michael Boris Green; 22 травня 1946) — британський фізик-теоретик. Один з творців теорії струн і теорії суперструн. Член Лондонського королівського товариства.
У 1967 здобув ступінь бакалавра, в 1970 році захистив дисертацію на ступінь доктора філософії в коледжі Черчилля Кембриджського університету. У 1970—1972 роках проводив постдокторські дослідження в Прінстонському університеті. У 1978—1993 роках працював у Лондонському університеті королеви Марії. З 1993 року працює в Кембриджському університеті, професор математики з 2009 по 2015 роки, науковий співробітник і професор кафедри прикладної математики і теоретичної фізики Клер Холла.